# أو لابين أجيل
في ملهى لابين أجيل ( لوحة)، (بالإنجليزية: At the Lapin Agile ) هي لوحة زيتية رسمها الفنان بابلو بيكاسو عام 1905. تصور هذه اللوحة ملهى لابين أجيل من الداخل، وهو ملهى شهير يقع بحي مونمارتر في باريس. أُنتجَ هذا التكوين خلال الفترة الوردية لبيكاسو ويتضمن صورة ذاتية للفنان الذي كان يتردد باستمرار على الملهى في شبابه. وأُدرجت اللوحة كواحدة من أغلى اللوحات بعد أن حققت سعرًا قدره 40.7 مليون دولار في مزاد سوثبي في 27 نوفمبر 1989. وهي موجودة الان مع مجموعة متحف متروبوليتان للفنون الذي يقع في مدينة نيويورك.

## خلفية اللوحة
أُنتجت هذه اللوحة في عام 1905، وذلك بعد سنوات قليلة من استقرار الشاب بيكاسو وصديقه كارليس كازاجيمز في باريس عام 1900. لم يتمكن الشابان من إيجاد دائرة اجتماعية جديدة بين فناني حي مونمارتر فحسب، بل تعرفا أيضًا على خياطة متزوجة تدعى جيرمين بيتشوت. أصبح كازاجيمز مهووسًا ببيتشوت وطاردها بلا هوادة، لكن مشاعره لم تقابل بالمثل. وكان بيكاسو وأصدقاؤه يترددون على ملهى محلي يُعرف باسم لابين أجيل، حيث كانوا يشربون ويتبادلون الأفكار مع فنانين آخرين. في 17 فبراير 1901، وأثناء تناول الشراب مع الأصدقاء مساءً، قام كازاجيمز بإطلاق النار على بيتشوت ثم أطلق النار على رأسه. فتأثر بيكاسو بشدة على وفاة صديقه وقد أُعتبرَ ان هذا الحدث المأساوي هو الدافع الرئيسي لبداية فترة بيكاسو الزرقاء. وعلى الرغم من هذه الصدمة العاطفية، فقد كان لبيكاسو علاقة غرامية مع بيتشوت بعد هذه الحادثه. وفي عام 1905، طلب مالك ملهى لابين أجيل فريدريك جيرارد من بيكاسو، ان يرسم لوحة لتعلق داخل الملهى. فوافق بيكاسو مقابل الطعام والشراب المجاني مُشكلاً لوحة أو لابين أجيل وهو في الخامسة والعشرين من عمره. 

## الوصف
تصور لوحة أو لابين أجيل صورة حزينة لزوجين يجلسان في حانة Lapin Agile. ويعد تكوين اللوحة بسيطًا مع القليل من التفاصيل في الخلفية، حيث يوجد البار الذي يضع عليه الزوجان مشروباتهما و منصة صغيرة في الخلف. تظهر في اللوحة ثلاث شخصيات، مهرج في المقدمة، وامرأة تجلس بجانبه ترتدي فستانًا برتقاليًا ووشاحًا من الريش، وعازف جيتار يعزف في الخلف. ينقل بيكاسو مشهدًا كئيبًا باستخدام درجات اللون البني المحمر الغامق. يذكرنا أسلوب هذه اللوحة بأعمال الرسام هنري دي تولوز لوتريك.
تصور اللوحة شخصيات من حياة بيكاسو الشخصية خلال هذه الفترة. حيث أن المهرج في المشهد هو صورة ذاتية مفعمة بالحيوية لبيكاسو، بينما المرأة الجالسة بجانبه هي جيرمين بيتشوت، وعازف الجيتار هو فريدريك جيرار، المالك الجديد للملهى. رسم بيكاسو نفسه على أنه الشخصية الأبرز في المشهد، مما يضمن أنه سيحتل أيضًا مكانةً بارزةً في الغرفة الرئيسية في الملهى الذي سيتم تعليق لوحته فيه. 
لاحظ مؤرخ الفن في جامعة كولومبيا ثيودور ريف عزلة الزوجين في اللوحة، والتي قد تعكس الحالة المزاجية لبيكاسو أثناء وجوده بصحبة بيتشوت، بعد وفاة كازاجيمز. 

## الأصل
قام فريديريك جيرارد بعرض اللوحة في ملهى Lapin Agile من عام 1905 إلى عام 1912، عندما تم بيعها لجامع ألماني. 
في عام 1952، اشترت جوان ويتني بايسون اللوحة في نيويورك مقابل 60 ألف دولار. وبعد ان توفيت في عام 1975، ورثتها ابنتها لوريندا دي روليت . 
في 27 تشرين الثاني (نوفمبر) 1989، اشترى والتر أننبرغ اللوحة في مزاد من عائلة جون ويتني بايسون مقابل 40.7 مليون دولار. وأعطى اللوحة لمتحف متروبوليتان للفنون .  

## أنظر أيضا
- قائمة اللوحات الأغلى

## روابط خارجية
- Au Lapin Agile في متحف المتروبوليتان للفنون